# Patrimoni dell'umanità dell'Egitto
I patrimoni dell'umanità dell'Egitto sono i siti dichiarati dall'UNESCO come patrimonio dell'umanità in Egitto, che è divenuto parte contraente della Convenzione sul patrimonio dell'umanità il 7 febbraio 1974.
Al 2022 i siti iscritti nella Lista dei patrimoni dell'umanità sono sette, mentre trentaquattro sono le candidature per nuove iscrizioni. I primi cinque siti iscritti nella lista sono stati nel 1979 Abu Mena, l'Antica Tebe con la sua necropoli, Il Cairo storico, Menfi e la sua necropoli - i campi delle piramidi da Giza a Dahshur e i Monumenti nubiani da Abu Simbel a File durante la terza sessione del comitato del patrimonio mondiale. Gli altri siti furono aggiunti nel 2002 e 2005. Sei siti sono considerati culturali, secondo i criteri di selezione, uno naturale.

## Siti del Patrimonio mondiale
| Foto | Sito                                                                | Luogo                      | Tipo                            | Anno | Descrizione |
| ---- | ------------------------------------------------------------------- | -------------------------- | ------------------------------- | ---- | --- |
|      | Menfi e la sua necropoli - i campi delle piramidi da Giza a Dahshur | Governatorato di Giza      | Culturale (86; i, iii, vi)      | 1979 | La capitale dell'Antico Regno d'Egitto ha alcuni straordinari monumenti funebri, tra cui tombe rupestri, mastabe ornate, templi e piramidi. Nei tempi antichi, il sito era considerato una delle Sette Meraviglie del Mondo. |
|      | Antica Tebe con la sua necropoli                                    | Karnak, Luxor              | Culturale (87; i, iii, vi)      | 1979 | Tebe, la città del dio Amon, fu la capitale dell'Egitto durante il periodo del Medio e del Nuovo Regno. Con i templi e i palazzi di Karnak e Luxor, e le necropoli della Valle dei Re e della Valle delle Regine, Tebe è una straordinaria testimonianza della civiltà egizia al suo apice. |
|      | Monumenti nubiani da Abu Simbel a File                              | Governatorato di Assuan    | Culturale (88; i, iii, vi)      | 1979 | Questa straordinaria area archeologica contiene magnifici monumenti come i Templi di Ramses II ad Abu Simbel e il Santuario di Iside a File, che furono salvati dall'innalzamento delle acque del Nilo grazie alla campagna internazionale lanciata dall'UNESCO nel 1960-1980. |
|      | Il Cairo storico                                                    | Il Cairo                   | Culturale (89; i, v, vi)        | 1979 | Nascosta nella moderna area urbana del Cairo si trova una delle città islamiche più antiche del mondo, con le sue famose moschee, madrase, hammam e fontane. Fondata nel X secolo, divenne il nuovo centro del mondo islamico, raggiungendo la sua età d'oro nel XIV secolo. |
|      | Abu Mena                                                            | Nuova Borg El Arab         | Culturale (90; iv)              | 1979 | La chiesa, il battistero, le basiliche, gli edifici pubblici, le strade, i monasteri, le case e le officine di questa città santa paleocristiana furono costruiti sulla tomba del martire Mena di Alessandria, morto nel 296 d.C.. |
|      | Area di Santa Caterina                                              | Santa Caterina             | Culturale (954; i, iii, iv, vi) | 2002 | Il Monastero ortodosso di Santa Caterina sorge ai piedi del monte Oreb dove, secondo l'Antico Testamento, Mosè ricevette le Tavole della Legge. La montagna è conosciuta e venerata dai musulmani come Jebel Musa. L'intera area è sacra a tre religioni del mondo: cristianesimo, islam ed ebraismo. Il Monastero, fondato nel VI secolo, è il più antico monastero cristiano ancora in uso per la sua funzione iniziale. Le sue mura e gli edifici di grande significato per gli studi di architettura bizantina e il Monastero ospita collezioni eccezionali di manoscritti e icone paleocristiane. L'aspro paesaggio montuoso, contenente numerosi siti e monumenti archeologici e religiosi, fa da cornice al Monastero. |
|      | Wadi al-Hitan (Valle delle balene)                                  | Governatorato di al-Fayyum | Naturale (1186; viii)           | 2005 | Wadi al-Hitan, nel deserto occidentale dell'Egitto, contiene inestimabili resti fossili del primo sottordine di balene, e ora estinto, gli Archeoceti. Questi fossili rappresentano una delle principali storie dell'evoluzione: l'emergere della balena come mammifero oceanico da una vita precedente come animale terrestre. Questo è il sito più importante al mondo per la dimostrazione di questa fase dell'evoluzione: ritrae vividamente la forma e la vita di queste balene durante la loro transizione. Il numero, la concentrazione e la qualità di tali fossili è unico, così come la loro accessibilità e collocazione in un paesaggio attraente e protetto. I fossili di Al-Hitan mostrano gli archeoceti più giovani, nelle ultime fasi di perdita degli arti posteriori. Altro materiale fossile presente nel sito permette di ricostruire le condizioni ambientali ed ecologiche circostanti dell'epoca. |

## Siti candidati
| Foto | Sito | Luogo                                                                                         | Tipo                                                  | Anno       | Descrizione |
| ---- | --- | --------------------------------------------------------------------------------------------- | ----------------------------------------------------- | ---------- | --- |
|      | Area archeologica di Siwa | Siwa                                                                                          | Culturale (186)                                       | 01/11/1994 | Quest'importante oasi ospita il tempio dell'Oracolo e il tempio di Amon Ubaydah insieme a diverse aree archeologiche e monumenti. |
|      | Tempio di Sarabit al-Khadim | Governatorato del Sinai del Sud                                                               | Culturale (187)                                       | 01/11/1994 | Gli scavi archeologici, inizialmente ad opera di Flinders Petrie, hanno rivelato antiche cave e un tempio di Hathor, la dea egizia favorita come protettrice nelle regioni desertiche e conosciuta localmente come l'amante del turchese. Il tempio fu fondato per la prima volta durante il Medio Regno sotto il faraone Sesostri I (1971-1926 a.C.) e fu in parte ricostruito nel Nuovo Regno. |
|      | Zona dei siti archeologici del Sinai del Nord                                                                                                 | Governatorato del Sinai del Nord                                                              | Culturale (189)                                       | 01/11/1994 | La fascia costiera mediterranea del Sinai settentrionale si estende tra il canale di Suez e Gaza come il più importante ponte terrestre che collega l'Egitto e Canaan dall'epoca predinastica in poi. Le frequentate vie del Sinai settentrionale facilitarono le spedizioni militari dei faraoni egizi in viaggio verso Canaan e l'Asia, nonché glieserciti invasori della Persia, della Grecia e di Roma. |
|      | Tempio di Hator costruito da Ramses III | Governatorato del Sinai del Sud                                                               | Culturale (190)                                       | 01/11/1994 | [ 12 ] |
|      | Area archeologica di Dahshur | Governatorato di Giza                                                                         | Culturale (191)                                       | 01/11/1994 | Dahshur era una parte della necropoli menfita che iniziò ad essere utilizzata al tempo di Snefru, primo re della IV dinastia, che vi ha costruito due piramidi: la piramide detta "piegata" perché il suo angolo si riduce e la piramide rossa. Il sito fu trascurato da allora fino all'età del Medio Regno quando tre re della XII dinastia (Amenemhat II, Amenemhat III e Sesostris III) riutilizzarono il sito per costruire le loro piramidi. Intorno alle piramidi ci sono alcune tombe e mastabe per regine, funzionari della famiglia reale e sacerdoti. |
|      | al-Fayyum: Kom Aushim (Karanis), Dimeh es-Seba (Soknopaiounesos), Qasr Qarun (Dionisia), Batn i-hrit (Teadelfia), Byahma-Medinet el Fayoum... | al-Fayyum                                                                                     | Culturale (192)                                       | 01/11/1994 | El Fayoum: Kom Aushim (Karanis), Dimai (Soknopaiounesos), Qasr Qarun (Dionysias), Batn I hrit (Theadelphia), Byahma-Medinet el Fayoum (Crocodilopoli o Arsinoe), Abgig-Hawara, Seila-Medient Madi (Narmouthis), Tell Umm el-Baragat (Tebtunis). |
|      | Fortezza di El-Gendi | Ras Sedr                                                                                      | Culturale (193)                                       | 01/11/1994 | Salah al-Din ordinò la costruzione di Qal'at El-Gendi nel Sinai meridionale nel 1183 d.C., una fortezza che controlla il percorso di pellegrinaggio tra il Cairo e Aqaba insieme a una precedente fortezza del faraone. Si trova sulla sommità della collina di El Gendi, a 2150 m sul livello del mare: circonda la collina un robusto muro con molte torri, due moschee, cisterne e depositi di viveri, iscrizione di fondazione, stanze dei soldati e un profondo fossato. |
|      | Monastero di Raithu | El-Tor                                                                                        | Culturale (194)                                       | 01/11/1994 | Raithu o Rutho è l'antico nome di El-Tor, dove nel 1984 fu scoperto un monastero del VI secolo d.C. con i resti di due chiese-basiliche, un frantoio, magazzini a pozzo, cucine, stanze dei monaci, numerosi forni per pane e cibo; il complesso è circondato da un massiccio muro con due ingressi. |
|      | Wadi Feiran | Abu Radis                                                                                     | Culturale (195)                                       | 01/11/1994 | È un'oasi con antichi monasteri tra il monastero di El-Banat, la collina El-Mhered e il monte El-Tahona. Tutti questi resti risalgono al V secolo, quando il Sinai ospitava numerosi monaci. Si compone di muri e chiese, tombe tra cui alcune con iscrizioni rupestri nabatee vicino a Wadi El Mekatab. |
|      | Isola del Faraone | Taba                                                                                          | Culturale (196)                                       | 01/11/1994 | È un'isola nel nord del Golfo di Aqaba su cui si trovano diverse strutture. Saladino costruì un avamposto fortificato per proteggere le rotte marittime e terrestri tra l'Egitto, la Siria e l'Hejaz. Si compone di due fortificazioni, una settentrionale e una meridionale; nel piano centrale tra di loro furono costruiti il magazzino, le stanze e la moschea. Le fortificazioni settentrionali comprendono diversi edifici per usi diversi e stanze per l'alloggio, cucina con forno e bagni. |
|      | Dahab | Dahab                                                                                         | Culturale (197)                                       | 01/11/1994 | Presso la collina di El Mshraba a nord di Dahab, nel Golfo di Aqaba, gli scavi condotti dal 1990 al 1993 hanno portato alla scoperta del faro all'interno di un grande forte di fondazione bizantina, circondato da una grande muraglia che ospita molti locali, un pozzo passante e magazzini per le merci provenienti dall'esterno; ci sono legami nella parte vecchia di Dahab del VI-V secolo. |
|      | Minya | Governatorato di Minya                                                                        | Culturale (198)                                       | 01/11/1994 | La candidatura comprende quattro siti archeologici situati intorno alla moderna città di Minya: le tombe di Beni Hasan, le tombe di Tell El-Amarna, Ermopoli e i siti di Tuna el-Gebel. |
|      | Castello di Nuweiba | Nuweiba                                                                                       | Culturale (199)                                       | 01/11/1994 | L'attuale castello fu eretto nel 1893 sulla sezione meridionale delle rovine di uno più antico, che si fa risalire al periodo Ayyubide. I blocchi di pietra dell'antico castello furono usati per costruire il muro esterno che mostra delle brecce dovute agli eventi bellici. Il complesso comprende un pozzo ancora utilizzato e alcune camere. |
|      | Ras Muhammad | Sharm el-Sheikh                                                                               | Naturale (1636; vii, viii, ix, x)                     | 22/01/2002 | Ras Mohammed è un'area protetta caratterizzata da un clima iperarido e da una notevole varietà di habitat marini, costieri e terrestri che supportano una grande biodiversità. Le sue caratteristiche più spettacolari sono l'ecosistema della barriera corallina così come altri ecosistemi di supporto vitale, e interessanti siti geologici di coralli fossili, terrazze rialzate e una spettacolare faglia. |
|      | Area di Jebel Qatrani, Riserva naturale del lago Qarun                                                                                        | Governatorato di al-Fayyum                                                                    | Misto (1797)                                          | 10/02/2003 | Gli antenati fossili di scimmie (Proconsul), elefanti (Moerithrium, Arsinoetherium, ecc.) e altri mammiferi terrestri e palustri sono stati trovati in varie cave vicino alla depressione di al-Fayyum, in particolare a Jebel Qatrani. La cava di basalto di Widan el-Faras e le cave di gesso di Umm es-Sawan (entrambe a nord del lago Qarun) sono antichi siti di cava sfruttati almeno dal III millennio a.C.. |
|      | Oasi meridionali e minori, Deserto occidentale                                                                                                | Governatorato di Buhayra, Governatorato di Matruh, Governatorato di Wadi al-Jadid             | Naturale (1808; vii, viii, ix, x)                     | 12/06/2003 | La candidatura comprende cinque oasi del deserto Libico-Nubiano: Kharga, Dakhla, Kurkur e Dunqul, Moghra e la depressione di Wadi El-Natrun. |
|      | Vie migratorie degli uccelli | Governatorato del Mar Rosso, Governatorato del Sinai del Nord, Governatorato di Assuan        | Naturale (1809; vii, x)                               | 12/06/2003 | La candidatura comprende cinque componenti, aree protette in cui sostano gli uccelli migratori: il Lago Bardawil, la macchia di Zaranik, il monte Shaiyb al-Banat, le isole fluviali di Saluga e Ghazal nel Nilo e il Lago Nasser. |
|      | Uadi del deserto | Governatorato del Mar Rosso, Governatorato di Assuan                                          | Naturale (1810; vii, viii, ix, x)                     | 12/06/2003 | La candidatura comprende tre uadi situati nel Deserto orientale e tutelati da aree protette: il Wadi Qena, il Wadi El Gemal e il Wadi Allaqi. |
|      | Catene montuose | Governatorato del Mar Rosso, Governatorato del Sinai del Nord, Governatorato di Wadi al-Jadid | Naturale (1811; vii, viii, ix, x)                     | 12/06/2003 | La candidatura comprende cinque aree montuose egiziane: i monti Yelleg, Halal e Maghara, il Gebel Dokhkhan, la regione del Gebel Elba, la regione del Gebel Auenat e l'altopiano Gilf Kebir. |
|      | Paesaggi del gran deserto | Governatorato di Beni Suef, Governatorato di Matruh                                           | Naturale (1812; vii, viii, ix)                        | 12/06/2003 | La candidatura comprende tre spettacolari aree desertiche egiziane: la Depressione di Qattara, il Gran mare di sabbia e la Grotta della Valle del Sannur. |
|      | Alessandria, resti antichi e la nuova biblioteca                                                                                              | Alessandria d'Egitto                                                                          | Culturale (1822; i, ii, vi)                           | 28/07/2003 | Dei principali monumenti dell'antica Alessandria non resta più nulla: non c'è nessun faro, nessuna biblioteca, nessun palazzo dei Tolomei. Ma ci sono molti altri resti sulla terra e sotto il mare abbastanza importanti e significativi che testimoniano il passato della città e soprattutto il suo ruolo negli scambi culturali e di civiltà tra l'Egitto e il resto del Mediterraneo, in particolare il mondo greco-romano. Come l'antica biblioteca di cui occupa oggi approssimativamente la sede, la nuova biblioteca di Alessandria è, per statuto, "un centro internazionale di scambio e comunicazione delle conoscenze umane e di legame tra un Oriente con un patrimonio autentico e un Occidente con i mezzi del progresso scientifico e tecnologico".                                                           |
|      | Abido, città di pellegrinaggio dei faraoni | El Balyana                                                                                    | Culturale (1823; iv, vi)                              | 28/07/2003 | L'area fu occupata dalle popolazioni di el-Amra, poi di Naqada che costruirono un villaggio preistorico e protodinastico che poi divenne la città di Abdjou (Abydos è la trascrizione greca del nome egizio) con re protodinastici (gli Horus) e Tiniti (I e II dinastia), la cui capitale (Tini) era leggermente più a nord e la cui necropoli principale era nell'area di Umm el-Qa'ab. Numerosi templi, spesso dedicati alla divinità locale, risalgono anche al periodo tinita, così come due fortezze a Shünet el-Zebib. L'importanza di Abido crebbe con l'instaurarsi, con la V dinastia, del culto di Osiride, dio e sovrano della terra. |
|      | Templi faraonici dell'Alto Egitto dei periodi tolemaico e romano                                                                              | Dendera, Edfu, Esna, Kôm Ombo                                                                 | Culturale (1824; iv)                                  | 28/07/2003 | I quattro templi faraonici di Dendera, Esna, Edfu e Kôm Ombo, a parte la loro posizione geografica, appartengono tutti al periodo tolemaico (dinastia dei Tolomei, successori di Alessandro Magno, che regnò tra il 304 e il 30 a.C.) e al periodo romano (tra il 30 a.C. e il 395 d.C.) anche se tutti hanno sostituito templi molto più antichi negli stessi siti. |
|      | Necropoli del Medio Egitto dal Medio Regno al periodo romano                                                                                  | Amarna, Beni Hassan, el-Ashmuneyn                                                             | Culturale (1825; ii, iii, vi)                         | 28/07/2003 | Nelle quattro necropoli le tombe sono tutte databili tra il Medio Regno e il periodo romano per una durata di circa 2500 anni. Le necropoli di Beni Hassan e Deir el-Barsha sono rappresentative di tombe nobiliari del Medio Regno (2064-1797) nel Medio Egitto; quella di Tell el Amarna appartiene a un periodo del tutto eccezionale nella storia dell'antico Egitto e del Nuovo Regno (1543-1078) corrispondente al regno di Akhenaton (1348-1331) che durò solo 17 anni ma ebbe notevoli conseguenze, lasciando un'eredità sorprendentemente originale; la necropoli di Tuna el-Gebel presenta alcune tombe (nella parte meridionale) risalenti all'Antico Regno, ma è notevole soprattutto per le sue tombe di epoca più recente con il felice connubio tra arte greco-romana ed egizia.                                |
|      | Nilometro di Roda al Cairo | Il Cairo                                                                                      | Culturale (1826; i, iv)                               | 28/07/2003 | Questo nilometro ha permesso, per almeno tredici secoli, non solo di misurare gli umori mutevoli e capricciosi del più grande fiume del mondo, ma anche i rischi nella vita delle persone, a cominciare dai capi fino alle categorie sociali più umili. Il nilometro dell'isola di Roda è quindi un esempio eminente di un tipo di costruzione, tecnologia, architettura e arte che illustra un periodo significativo nella storia dell'Egitto e del mondo musulmano. |
|      | Monasteri del Deserto arabo e di Wadi El-Natrun                                                                                               | Wadi El-Natrun, Zafarana                                                                      | Culturale (1827; ii, iv, v)                           | 28/07/2003 | I monasteri di Sant'Antonio e di San Paolo si trovano nel Deserto arabo, non lontano da Zafarana, località sulla sponda occidentale del Mar Rosso. Il primo monastero si trova sul fianco del Gebel al-Alaa al-Qibliya, dove si trova la grotta in cui sant'Antonio visse fino alla sua morte nel 356 d.C. Il secondo monastero è più a ovest, sullo stesso monte dove secondo la leggenda visse san Paolo per 60 anni (all'inizio del IV secolo d.C.). Solo quattro dei cinquanta monasteri copti che esistevano in passato nel Wadi El-Natrun sono sopravvissuti fino ai giorni nostri. Uno è il monastero di San Macario (Dayr Abū Maqār) e gli altri tre, il monastero dei Romani (Dayr Baramos), il monastero dei Siriani (Dayr al-Suryān) e il monastero di San Bishoi (Dayr Amba Bichoi), si trovano a 10 km dal primo. |
|      | Due cittadelle nel Sinai dal periodo di Saladino (Al-Gundi e l'Isola del Faraone)                                                             | Ras Sedr, Taba                                                                                | Culturale (1828; iv, vi)                              | 28/07/2003 | Dopo diverse campagne tra il 1164 e il 1169, Saladino divenne padrone incontrastato dell'Egitto (1171) e iniziò a rafforzarne le difese. Costruì una delle cittadelle più grandi del mondo al Cairo già nel 1166. Lo stesso anno in cui riconquistò Gerusalemme dai crociati nel 1187, ordinò la riparazione di due cittadelle in Egitto, una a Wadi ar-Rahla che scomparve nel frattempo e l'altra ad al-Gundi dove sono ancora rimaste alcune rovine nell'aperto deserto del Sinai. |
|      | Fortezza di an-Nekhel, una tappa sulla via del pellegrinaggio alla Mecca                                                                      | Nekhel                                                                                        | Culturale (1829; iii, iv, vi)                         | 28/07/2003 | Questa è una delle fortezze più importanti del Sinai e spesso citata dai viaggiatori. Alla fine del periodo mamelucco, sotto il sultano al-Ghuri (1506-1516) furono eseguiti notevoli lavori di restauro e altri in seguito datati da un'iscrizione (1117-1705). È quadrato con 28 m di lato con un cortile centrale circondato da stanze per ospitare le guardie, con magazzini e anche stanze per ospitare i visitatori. |
|      | Oasi del Fayyum, resti idraulici e paesaggi culturali antichi                                                                                 | Governatorato di al-Fayyum                                                                    | Culturale (1830; i, iv, v)                            | 28/07/2003 | Un tempo l'acqua raggiungeva il Fayoum solo attraverso il canale Bahr Yussef, (l'apertura del Hassan Wassif è più recente) poi si ramificava attraverso una vasta rete che copriva l'intera area. Non molto tempo fa l'acqua è stata evacuata solo nel lago Qarun fino alla recente aggiunta della depressione di Wadi Rayyane. |
|      | Quartieri e monumenti storici di Rosetta/Rashid                                                                                               | Rosetta                                                                                       | Culturale (1831; ii, iv, v)                           | 28/07/2003 | Un destino abbastanza strano, quello di Rosetta/Rashid, cittadina del delta del Nilo circondata da acqua e sabbia e bagnata dal mare. Fornisce infatti una buona lezione sul determinismo geografico e sull'evoluzione di una città in una relazione dialettica e interattiva con il suo ambiente fisico. Il Nilo e i suoi capricci, il mare e i suoi umori, la sabbia e i suoi movimenti hanno plasmato a loro piacimento l'area di Rashid e imposto la loro volontà più volte nel corso della storia. E così hanno fatto anche gli uomini. |
|      | Dababiya | Governatorato di Qena                                                                         | Naturale (5389; viii)                                 | 24/07/2008 | Le sezioni e punti stratigrafici globali per la base della serie Eocene si trovano a 1,58 m sopra la base nella cava di Dababiya. È la base dello strato 1 degli strati della cava di Dababyia del membro di El Mahmiya della formazione Esna, interpretato come se avesse registrato l'inflessione basale dell'escursione isotopica del carbonio, una firma geochimica prominente (dal 3 al 5%) che è registrata in ambienti marini (profondi e poco profondi) e terrestri in tutto il mondo. Il confine Paleocene/Eocene a Dababiya è quindi veramente un livello crono-stratigrafico globalmente correlabile. |
|      | Osservatorio di Helwan | Helwan                                                                                        | Misto (5574; ii, vi, vii)                             | 03/11/2010 | L'Osservatorio di Helwan è stato costruito su un altopiano calcareo (116 m s.l.m.), sul lato orientale della città. L'osservatorio era fornito da un telescopio riflettore da 30 pollici offerto da John Reynolds nel 1905. Lo storico specchio di Reynolds da 30 pollici è stato il primo grande telescopio in Africa e Medio Oriente fino al 1945 ed è stato il primo telescopio al mondo a registrare la cometa di Halley nel 1909 e nel 1911. Il telescopio cercatore montato su di esso fu utilizzato anche da Herschel per osservare la cometa nel 1835/6. |
|      | Oasi di Kharga e le piccole oasi meridionali                                                                                                  | Governatorato di Wadi al-Jadid                                                                | Misto (6067; i, ii, iii, iv, v, vi, vii, viii, ix, x) | 03/09/2015 | L'importanza dell'Oasi di Kharga e delle piccole oasi meridionali (Nabta Playa, Dungul e Kurkur) risiede nella varietà delle loro caratteristiche: le loro straordinarie ma poco conosciute antichità, abbinate alle loro caratteristiche geologiche e ambientali distintive, producono una combinazione unica di patrimonio culturale e naturale da riconoscere, conservare e trasmettere alle generazioni future, per l'apprendimento e lo svago. |
|      | Museo egizio del Cairo | Il Cairo                                                                                      | Culturale (6511; iv, vi)                              | 01/02/2021 | Situato nel cuore di Piazza Tahrir, al Cairo, il Museo egizio è un edificio unico progettato per ospitare la più antica collezione al mondo di arte e monumenti faraonici. Costruito su un'area di 13 600 mq, con più di 100 sale espositive, il museo è il prodotto di un concorso lanciato dal governo egiziano nel 1895 ed è quindi considerato il primo museo nazionale del Vicino Oriente. Poiché il concorso è stato creato appositamente per trovare la strategia progettuale e architettonica più pratica per ospitare una vasta mostra di antichità, il Museo egizio è diventato il primo edificio museale appositamente costruito nella regione, creando un precedente per molte altre istituzioni museologiche che sarebbero emerse nel corso del XX secolo.                                                        |